# Celetrigona
Celetrigona era um gênero de abelha sem ferrão presente na América do sul, na região da floresta Amazônica descrito por Moure em 1950.
Existem por volta de 500 espécies de abelhas sem ferrão no mundo catalogadas em diversos gêneros diferentes. Muitas espécies ainda não foram descobertas e outras estão passando por revisões para reenquadrá-las como novas espécies ou pertencentes a outros gêneros.
Existiam 4 espécies de Celetrigona catalogadas, porém foi feita uma revisão em 2009 e as 4 espécies foram reclassificadas como do gênero Trigonisca, o que significa que não existem espécies para este gênero. As reclassificadas eram:
| Gênero      | Espécie                   | Nome popular (se tiver)   | Pesquisador           |
| Celetrigona | Celetrigona euclydiana    | Celetrigona euclydiana    | Camargo & Pedro, 2009 |
| Celetrigona | Celetrigona hirsuticornis | Celetrigona hirsuticornis | Camargo & Pedro, 2009 |
| Celetrigona | Celetrigona longicornis   | Celetrigona longicornis   | Friese, 1903          |
| Celetrigona | Celetrigona manauara      | Celetrigona manauara      | Camargo & Pedro, 2009 |